# Игехалки
Игехалки (Igi-ḫalki) — царь Элама, правил приблизительно в 1350 — 1330 годах до н. э. О его родственных связях с предыдущими правителями нам ничего не известно.
Позднейшие документы считают его основателем династия Игехалкидов, хотя, вероятно, реальной властью представители этой династии стали обладать только с воцарением сына Игехалки Пахир-ишшана. Сам царь Игехалки до сих пор известен только из надписи, найденной в нескольких экземплярах в Deh-e Now (около 20 км к востоку от Haft Tepe). В ней он сообщает, что царством он был награждён богиней Манзат-Иштар после того как восстановил её святыню. В надписи не приведены имена царственных родителей правителя, из чего можно предположить, что он пришёл к власти в результате государственного переворота.
| Игехалкиды        |                                     |                       |
| Предшественник: — | царь Элама ок. 1350 — 1330 до н. э. | Преемник: Пахир-ишшан |